# Kreml
Kreml (russisk: кремль, tr. kreml, dansk: ~ fæstning; samme rod som i Kremen (russisk: кремень, tr. kremen, dansk: ~ flint) er et stort befæstet centralt kompleks i historiske russiske byer. Ordet bruges ofte for at henvise til det mest berømte, Kreml i Moskva, byens ældste del med monumentalbygninger fra 1400-tallet og frem, eller som synonym for den russiske regering, der har til huse der.